# 2721 Vsekhsvyatskij
2721 Vsekhsvyatskij este un asteroid din centura principală, descoperit pe 22 septembrie 1973 de Nikolai Cernîh.